# Qechene
Qechene est une rivière du centre de l'Éthiopie. Il prend sa source près d'Aiamsa dans les Montagnes Annas et coule vers l'ouest pour rejoindre la Wanchet. Les affluents du cours d'eau comprennent le Ketama et le Woia. Selon Johann Ludwig Krapf (qui l'appelle le "Katchenee"), les Qechene définissent la frontière entre les districts Shewan de Gishe et de Menz.